# Pineta di Patria
Pineta di Patria este o arie protejată (arie specială de conservare — SAC, sit de importanță comunitară — SCI) din Italia întinsă pe o suprafață de 313 ha, integral pe uscat.

## Localizare
Centrul sitului Pineta di Patria este situat la coordonatele 40°56′26″N 14°00′47″E / 40.940556°N 14.013056°E.

## Înființare
Situl Pineta di Patria a fost declarat sit de importanță comunitară în mai 1995 pentru a proteja 13 specii de animale. Situl a fost protejat și ca arie specială de conservare în mai 2019.

## Biodiversitate
Situată în ecoregiunea mediteraneană, aria protejată conține 10 habitate naturale: Dune mobile cu vegetație embrionară, Dune mobile de-a lungul țărmului cu Ammophila arenaria („dune albe”), Dune de coastă cu Juniperus spp., Dune de pe litoral fixate cu Crucianellion maritimae, Dune cu tufărișuri sclerofile Cisto-Lavenduletalia, Dune împădurite cu Pinus pinea și/sau Pinus pinaster, Vegetație anuală la limita mareei, Dune cu vegetație ierboasă Malcolmietalia, Păduri de Quercus ilex și Quercus rotundifolia, Dune cu vegetație ierboasă Brachypodietalia cu specii anuale.
La baza desemnării sitului se află mai multe specii protejate:
- păsări (9): erete de stuf (Circus aeruginosus), dumbrăveancă (Coracias garrulus), prepeliță (Coturnix coturnix), muscar-gulerat (Ficedula albicollis), sfrâncioc roșiatic (Lanius collurio), Larus argentatus, turturică (Streptopelia turtur), mierlă (Turdus merula), sturz-cântător (Turdus philomelos)
- mamifere (2): liliacul mare cu potcoavă (Rhinolophus ferrumequinum), liliacul mic cu potcoavă (Rhinolophus hipposideros)
- nevertebrate (1): Euplagia quadripunctaria
- reptile (1): țestoasă bănățeană (Testudo hermanni)

Pe lângă speciile protejate, pe teritoriul sitului au mai fost identificate 1 specie de nevertebrate, 3 specii de reptile.